# Hessen à la carte
Hessen à la carte ist eine Kooperation der hessischen Regionalküche des Deutschen Hotel- und Gastronomieverbands Hessen und des Hessischen Tourismusverbands (HTV) und Titel einer Sendereihe des Hessischen Rundfunks. Die Restaurants der Kooperation bilden seit 1990 Deutschlands älteste regionale Qualitätsgemeinschaft.
Hessen à la carte wird als älteste Kochsendung im deutschen Fernsehen seit 1981 ausgestrahlt. Moderiert wird die Sendung von Michaele Scherenberg und Karl-Heinz Stier, der Fernsehkoch Mirko Reeh ist beteiligt.

## Geschichte
Die Restaurant-Kooperation wurde 1990 mit dem Ziel gestartet, der heimischen Küche mehr Geltung zu verschaffen. Im ersten Gesamtverzeichnis der Mitglieder waren 118 Mitgliedsbetriebe aufgelistet. Ein erstes Restaurantverzeichnis in Buchform mit dem Titel „Wo es gut schmeckt“ erschien 1992. Das Restaurantverzeichnis wurde regelmäßig überarbeitet, bis es sich im Jahr 2000 zu einem Restaurantführer entwickelt hat, in dem sich die Betriebe präsentieren; zu diesem Zeitpunkt sind 139 Betriebe Mitglied der Kooperation. 
Am 30. Juni 2015 beging die Kooperation Hessen à la carte in einer Feierstunde ihr 25-jähriges Bestehen im Hessischen Landtag. Der Qualitätscheck wurde 2016 überarbeitet und es erschien die 9. Auflage des Restaurantführers. Außerdem ging Hessen à la carte eine Kooperation mit der Aktionsgemeinschaft „Echt hessisch“ ein.